# ایستگاه فینچلی
ایستگاه فینچلی
یک ایستگاه از خط بیکرلو و از خطوط متروی لندن است.که در منطقهفینچلی قرار دارد و در ۳۰ ژوئن ۱۸۷۹افتتاح شده‌است.

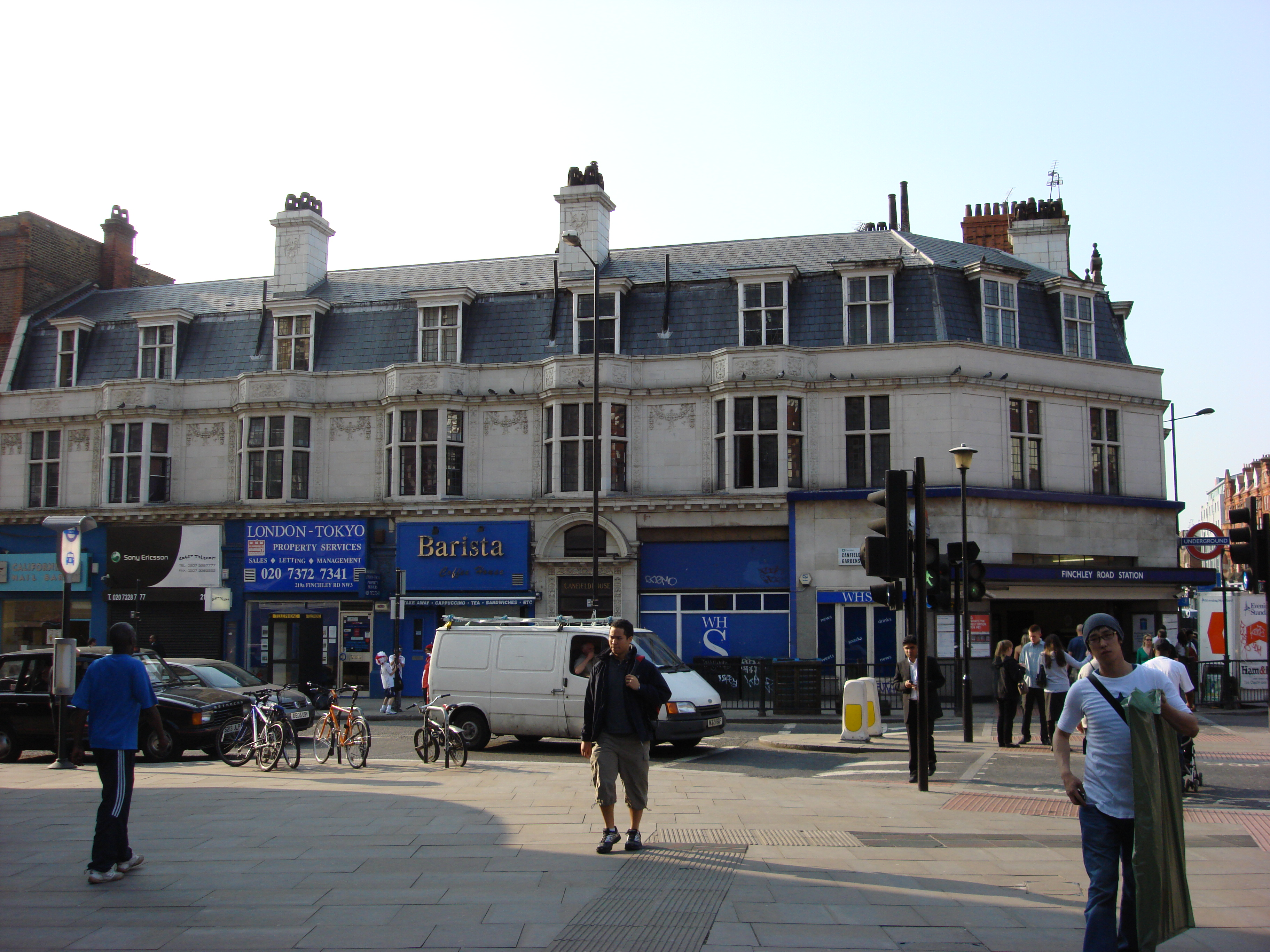

## نگارخانه

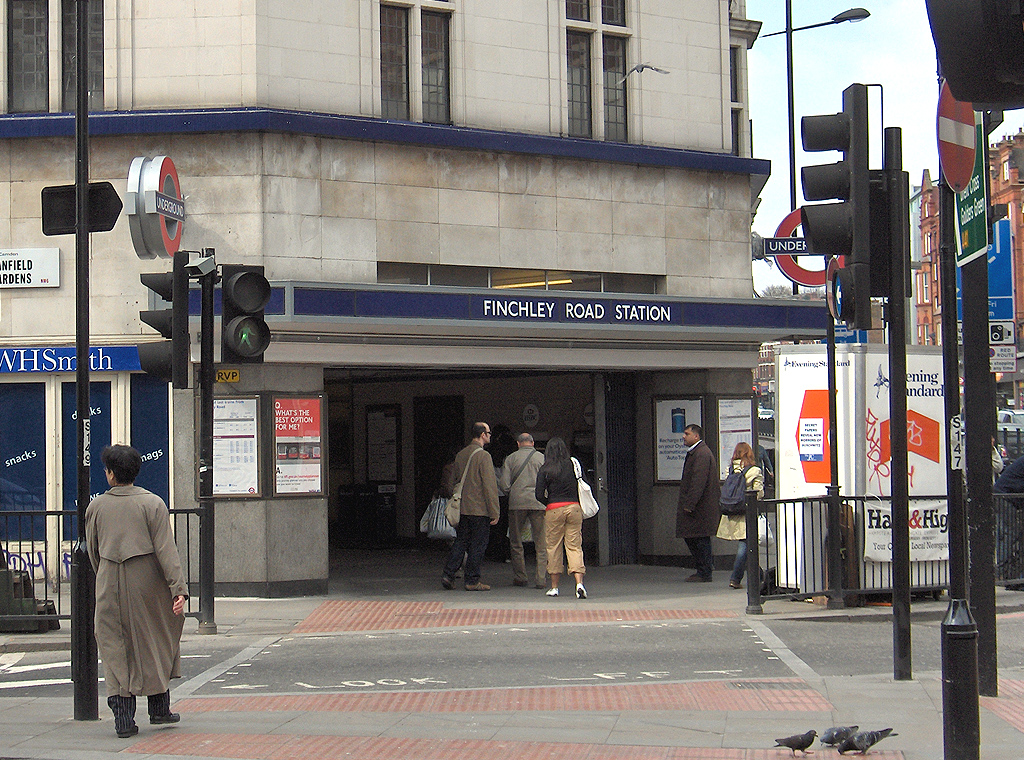
Close-up of station entrance
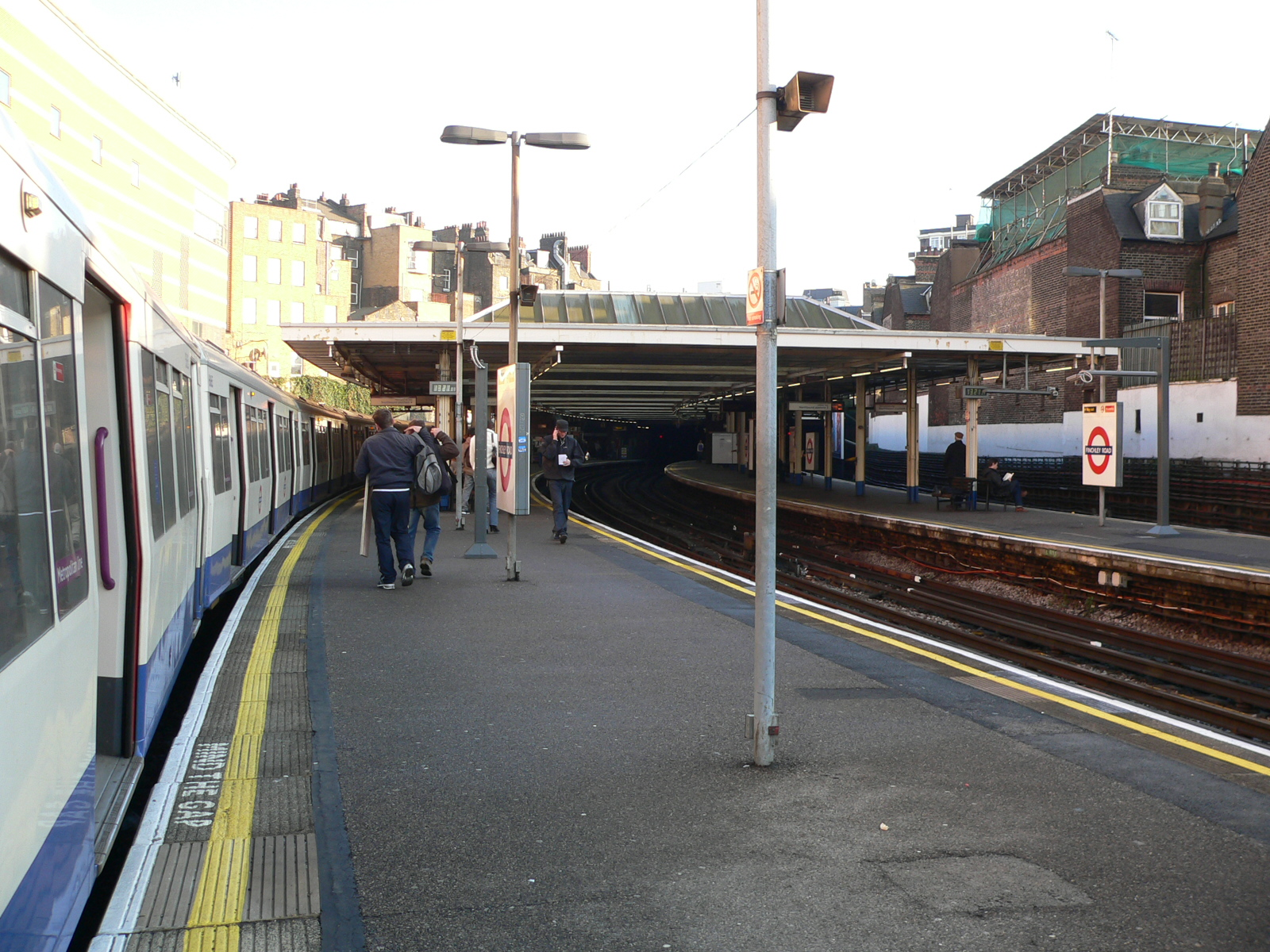
Platforms
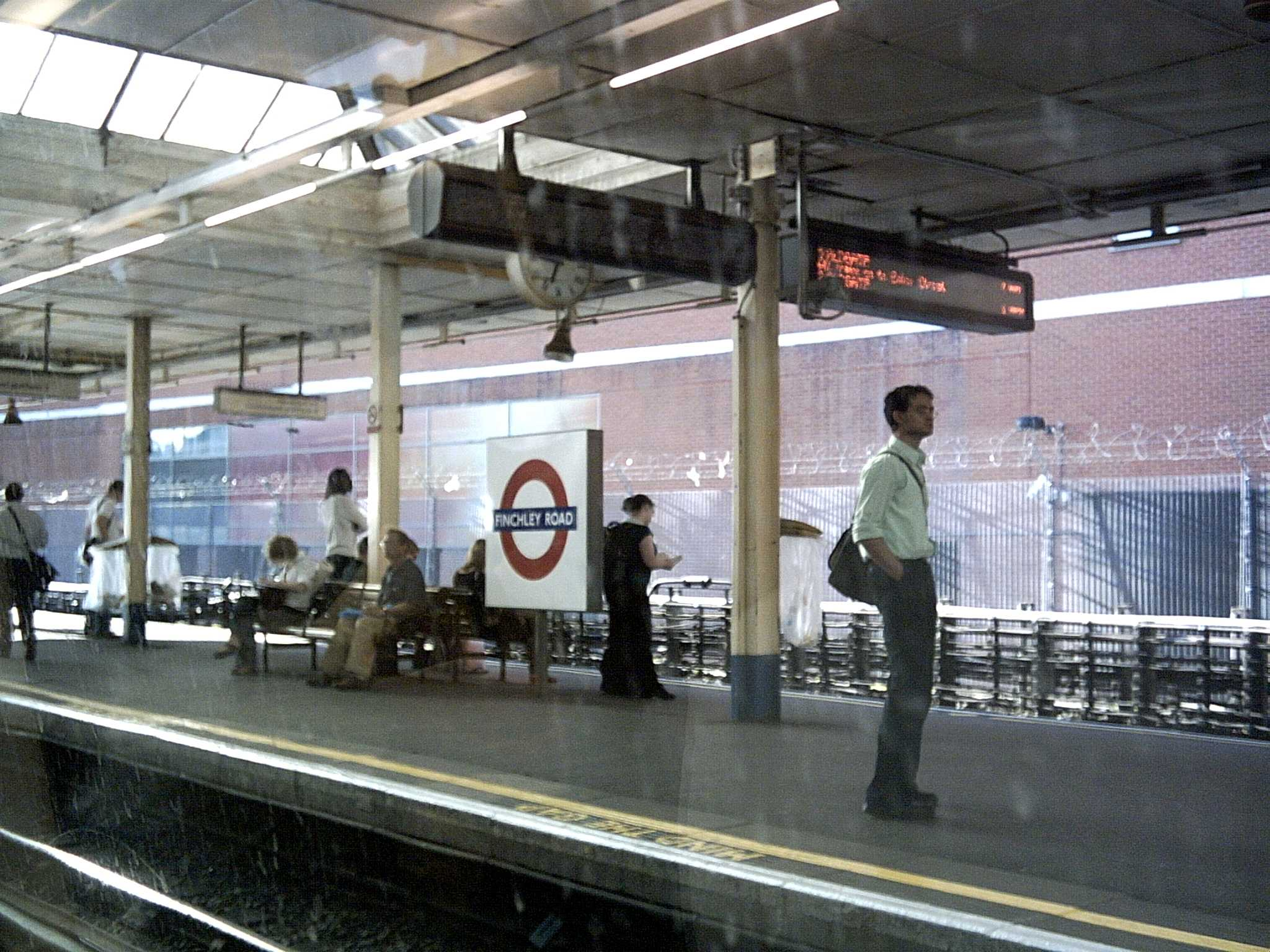
Platform from a northbound Jubilee Line train